# Kostel svatého Šimona a Judy (Hradiště)
Kostel svatého Šimona a Judy je římskokatolický farní kostel v Hradišti, části města Postoloprty v okrese Louny. Od roku 1964 je chráněn jako kulturní památka. Stojí nad pravým břehem řeky Ohře v západní části vesnice. Gotické jádro kostela pochází zřejmě z poslední čtvrtiny čtrnáctého století. klasicistní podobu získal v devatenáctém století.

## Historie a stavební vývoj
Nejstarší písemná zmínka o kostele pochází z roku 1367, kdy je uveden v Registrech papežských desátků. Vzhledem k tomu, že registra jsou dochována až od tohoto roku, je pravděpodobné, že je kostel o něco starší. V roce 1380 vedl o patronátní právo spor Albrecht starší z Kolowrat s Janem Škopkem z Dubé a Janem ze Smečna. Instalován byl tehdy farář Mikuláš z Přimdy. Později se už byl Albrecht uvádí jako jediný patron. Je tudíž možné, že právě tento velmož byl stavebníkem kostela. Z předbělohorských duchovních správců známe jménem Jana Zahumenského z Volyně. V roce 1607 mu vyšel v Praze rejstřík k Novému zákonu. V knize se tituluje jako farář v Hradišti.
Po třicetileté válce zdejší farnost nebyla obsazena, duchovní správu vykonávali kněží z okolních far. V roce 1756 se Hradiště opět stalo centrem farního okrsku, kam patřily ještě Dolejší Hůrky, Lišany, Stekník a Strkovice.
Podle architektonických prvků pochází kostel nejspíš z poslední čtvrtiny 14. století. Dokládají to dva portály s odstupňovanými lomenými oblouky: jižní vedoucí z předsíně do lodi a protější z lodi do sakristie. Z nejhstarší stavební fáze kostela pochází presbytář s žebrovou klenbou a převážná čast lodi.
Pravděpodobně ze 16. století pocházejí okna presbytáře, rovněž nejistá je datace předsíně kamsi do doby baroka. K rozsáhlé přestavbě došlo v letech 1843–1844. Loď byla prodloužena západním směrem, kostel byl opatřen věží a novou sakristií. Střecha dostala nový krov a v lodi byla vyražena nová okna.

## Stavební podoba
Na jednolodní obdélný kostel navazuje pětiboce uzavřený presbytář, k jehož severní straně je připojena sakristie. Západní trojosé průčelí s hlavním vstupem je zdůrazněno plochým rizalitem s trojúhelníkovým štítem, nad kterým se vypíná hranolová věž. Do lodi lze také vstoupit také z jihu gotickým portálem, před kterým stojí vstupní předsíň. Na plochém stropu lodi je namalován obraz Panny Marie. Další portál se nachází v severní zdi presbytáře zaklenutého křížovou žebrovou klenbou na jehlancových konzolách. Severní konzola je figurální. V sakristii byla použita klenba placková a v předsíni valená.

## Zařízení
Na západě lodi je dřevěná kruchta, v lodi jsou novodobé lavice. Kamenná křtitelnice s dřevěným víkem ze šestnáctého století, zmiňovaná v Pocheho kompendiu, je nezvěstná. V presbytáří stojí oltářní mensa z původního kostela.